# بونتياناك (إندونسيا)
بونتياناك (بالإنجليزية: Pontianak, Indonesia)‏ هي مدينة تقع في إندونيسيا في كالمنتان الغربية. يقدر عدد سكانها بـ 550,304 نسمة ومساحتها 107.82 كم2 وترتفع عن سطح البحر 0 متر.

## المناخ
يظهر الجدول التالي التغييرات المناخية على مدار السنة لبونتياناك:
| البيانات المناخية لـبونتياناك                | البيانات المناخية لـبونتياناك | البيانات المناخية لـبونتياناك | البيانات المناخية لـبونتياناك | البيانات المناخية لـبونتياناك | البيانات المناخية لـبونتياناك | البيانات المناخية لـبونتياناك | البيانات المناخية لـبونتياناك | البيانات المناخية لـبونتياناك | البيانات المناخية لـبونتياناك | البيانات المناخية لـبونتياناك | البيانات المناخية لـبونتياناك | البيانات المناخية لـبونتياناك | البيانات المناخية لـبونتياناك |
| الشهر                                        | يناير                         | فبراير                        | مارس                          | أبريل                         | مايو                          | يونيو                         | يوليو                         | أغسطس                         | سبتمبر                        | أكتوبر                        | نوفمبر                        | ديسمبر                        | المعدل السنوي                 |
| -------------------------------------------- | ----------------------------- | ----------------------------- | ----------------------------- | ----------------------------- | ----------------------------- | ----------------------------- | ----------------------------- | ----------------------------- | ----------------------------- | ----------------------------- | ----------------------------- | ----------------------------- | ----------------------------- |
| متوسط درجة الحرارة الكبرى °م (°ف)            | 32.4 (90.3)                   | 32.7 (90.9)                   | 32.9 (91.2)                   | 33.2 (91.8)                   | 33.0 (91.4)                   | 33.2 (91.8)                   | 32.9 (91.2)                   | 33.4 (92.1)                   | 32.6 (90.7)                   | 32.6 (90.7)                   | 32.2 (90.0)                   | 32.0 (89.6)                   | 32.7 (90.9)                   |
| المتوسط اليومي °م (°ف)                       | 27.6 (81.7)                   | 27.7 (81.9)                   | 28.0 (82.4)                   | 28.2 (82.8)                   | 28.2 (82.8)                   | 28.2 (82.8)                   | 27.7 (81.9)                   | 27.9 (82.2)                   | 27.6 (81.7)                   | 27.7 (81.9)                   | 27.4 (81.3)                   | 27.2 (81.0)                   | 27.7 (81.9)                   |
| متوسط درجة الحرارة الصغرى °م (°ف)            | 22.7 (72.9)                   | 22.6 (72.7)                   | 23.0 (73.4)                   | 23.2 (73.8)                   | 23.4 (74.1)                   | 23.1 (73.6)                   | 22.5 (72.5)                   | 22.3 (72.1)                   | 22.6 (72.7)                   | 22.8 (73.0)                   | 22.6 (72.7)                   | 22.4 (72.3)                   | 22.7 (72.9)                   |
| الهطول مم (إنش)                              | 260 (10.2)                    | 215 (8.5)                     | 254 (10.0)                    | 292 (11.5)                    | 256 (10.1)                    | 212 (8.3)                     | 201 (7.9)                     | 180 (7.1)                     | 295 (11.6)                    | 329 (13.0)                    | 400 (15.7)                    | 302 (11.9)                    | 3٬196 (125.8)                 |
| متوسط أيام هطول الأمطار (≥ 0.1 mm)           | 15                            | 13                            | 21                            | 22                            | 20                            | 18                            | 16                            | 14                            | 25                            | 27                            | 25                            | 22                            | 238                           |
| المصدر: المنظمة العالمية للأرصاد الجوية (UN) |                               |                               |                               |                               |                               |                               |                               |                               |                               |                               |                               |                               |                               |

## توأمة
لبونتياناك (إندونسيا) اتفاقيات توأمة مع:
- كوتشينغ